# Bahnhof Hettenleidelheim
Der Bahnhof Hettenleidelheim war die Bahnstation der rheinland-pfälzischen Ortsgemeinde Hettenleidelheim. Von 1894 bis 1987 war er Endbahnhof der von der Eistalbahn Grünstadt–Enkenbach abzweigenden Bahnstrecke Ebertsheim–Hettenleidelheim. Der Personenverkehr kam bereits 1954 zum Erliegen, der Güterverkehr folgte 1987. Das frühere Empfangsgebäude steht heute unter Denkmalschutz.

## Lage
Der Bahnhof befand sich am nordöstlichen Ortsrand von Hettenleidelheim innerhalb eines heutigen Gewerbegebietes.

## Geschichte

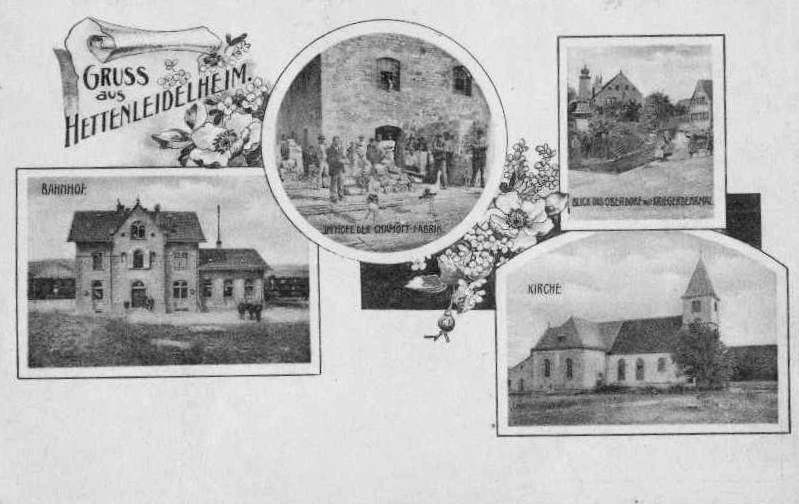
Bahnhof Hettenleidelheim (links) auf einer Postkarte von 1904

Der Bahnhof Eisenberg, der seit 1876 den Endpunkt der von Grünstadt kommenden Eistalbahn bildete, war neben den städtischen Industriebetrieben auch für die Tongruben in Hettenleidelheim von Bedeutung. Da der Transport aufgrund der schwierigen topografischen Verhältnisse Probleme bereitete, entstanden Pläne, diese mit einem Bahnanschluss zu versehen. Aufgrund des Gefälles der Straße von Eisenberg nach Hettenleidelheim schied eine direkte Verlängerung der Bahnstrecke beziehungsweise ein vom Streckenendpunkt beginnender Gleisanschluss aus. 1894 wurde deshalb die von der Eistalstrecke abzweigende Bahnstrecke Ebertsheim–Hettenleidelheim zunächst ausschließlich für den Güterverkehr eröffnet und ein Jahr später für den Personenverkehr freigegeben.
1922 erfolgte die Eingliederung des Bahnhofs in die neu gegründete Reichsbahndirektion Ludwigshafen. Im Zuge der Auflösung der Ludwigshafener wechselte er zum 1. April 1937 in den Zuständigkeitsbereich der Direktion Mainz.
Die Deutsche Bundesbahn (DB), die ab 1949 für den Bahnbetrieb zuständig war, gliederte den Bahnhof in die Bundesbahndirektion Mainz ein, der sie alle Bahnlinien innerhalb des neu geschaffenen Bundeslandes Rheinland-Pfalz zuteilte. Nach der Einstellung des Personenverkehrs auf der Strecke Ebertsheim–Hettenleidelheim am 3. Oktober 1954 war der Bahnhof fortan ein reiner Güterbahnhof. 1987 wurde auch der Güterverkehr aufgegeben und die Strecke 1990 abgebaut. Der Bahnhof von Hettenleidelheim hatte in den letzten Jahren seines Betriebes hauptsächlich der Abstellung von Güterwagen gedient.

## Empfangsgebäude
Beim denkmalgeschützten Empfangsgebäude handelt es sich um einen Sandsteinquaderbau mit zweieinhalb Stockwerken, der stilistisch dem Späthistorismus zuzuordnen ist. Direkt an das Hauptgebäude angebaut ist eine einstöckige Packhalle. Erbaut wurde es 1894 nach Plänen der Architekten Carl Jakob von Laval und Hermann Kaerner.

## Verkehr

### Personenverkehr
Der Personenverkehr spielte stets eine untergeordnete Rolle. In den ersten Jahrzehnten verkehrten sowohl direkte Züge nach Grünstadt als auch solche, die lediglich zwischen Hettenleidelheim und Ebertsheim mit Anschluss an die Fahrten Grünstadt–Eisenberg fuhren.

### Güterverkehr
Die Tongruben auf dem Gebiet der Gemeinde waren stets die wichtigsten Güterkunden des Bahnhofs. So besaß die Chamotte-Industrie Hagenburger Schwalb AG beispielsweise ein Anschlussgleis, das bis in ihr Werksgelände hineinragte. Darüber hinaus wurden in den 1920er Jahren anlässlich der Errichtung einer eigenen Vereinshalle des örtlichen Sportvereins die entsprechenden Baustoffe und Geräte per Bahn geliefert und entsprechend am Bahnhof entladen.